# Patrick Gale
Patrick Gale est un écrivain britannique né en 1962 sur l'île de Wight où son père était directeur de prison. Il a fait ses études à Winchester et Oxford et partage son temps entre Londres et la Cornouailles où il vit.
Il est l'auteur de plusieurs romans dont l'action se situe le plus souvent en Cornouailles. On y retrouve également des éléments issus de sa vie. Ainsi le père de Chronique d'un été est directeur de prison.
"J'attends les livres de Patrick Gale comme d'autres attendent le printemps." Armistead Maupin

## Œuvres
- L'Aérodynamique du porc, DLM Éditions, 1998 (The Aerodynamics of Pork, 1985)

- Chronique d'un été, Belfond, 2002 ; 10/18, 2004 (Rough Music, 2000)

- Une Douce obscurité, Belfond, 2006 ; 10/18, 2009 (A Sweet Obscurity, 2003)

- Tableaux d'une exposition, Belfond, 2009 ; 10/18, 2010 (Notes from an Exhibition, 2007)

- Jusqu'au dernier jour, Belfond, 2011 ; (The Whole Day Through, 2009)

## Liens
- site de Patrick Gale (en anglais)